# Hamburg (F220)
Pour les articles homonymes, voir Hamburg.
Le Hamburg (F220) est une frégate de la classe Sachsen en service de la marine allemande.

## Construction
Construit par Howaldtswerke-Deutsche Werft à Kiel, le Hamburg est le second navire de sa classe à être lancé puis mis en service dans la marine allemande. Il est basé à Wilhelmshaven avec les autres navires de la classe Sachsen au sein de la 1. Fregattengeschwader jusqu'au 9 janvier 2005, avant de rejoindre la 2. Fregattengeschwader qui fait elle-même partie de l'Einsatzflottille 2 à partir du 27 juin 2005.

## Historique
Le Hamburg rejoint l'opération Atalante, la mission antipiraterie dirigée par l'UE, en novembre 2010. Son déploiement avec EUNAVFOR dure jusqu'en mars 2011. Entre le 24 mars et le 3 juin 2013, le Hamburg est déployé avec le groupe opérationnel de l'USS Dwight D. Eisenhower, et est chargé de coordonner la totalité des mouvements de vol dans un rayon de 180 km, y compris tous les décollages et atterrissages sur le porte-avions. Le Hamburg est le premier navire allemand à s'intégrer pleinement dans un groupe d'attaque américain, et c'est la première fois dans l'histoire de l'US Navy qu'une frégate allemande se voit confier la seule protection d'un porte-avions américain,.
Le 11 février 2014, le Hamburg est déployé depuis Wilhelmshaven avec les frégates Mecklenburg-Vorpommern et Augsburg, la corvette Oldenburg et le navire de ravitaillement Frankfurt am Main pour participer à l'entraînement et aux exercices annuels de la marine. Celles-ci s'achèvent à Kiel le 20 juin 2014, période pendant laquelle les navires effectuent des manœuvres du cercle polaire arctique au sud de l'équateur, visitant 13 ports dans neuf pays. Pendant ce temps, la frégate participe aux célébrations marquant le 825e anniversaire du port de Hambourg du 9 au 11 mai 2014, lorsqu'elle dirige un défilé de navires dans le port. Du 20 août au 4 septembre 2014, le Hamburg escorte le MV Cape Ray, transportant des armes chimiques syriennes à éliminer. Le Hamburg escorte le Cape Ray à travers l'Atlantique du Nord-Est, à travers la mer du Nord et la mer Baltique, jusqu'en Finlande et en Allemagne.
Le Hamburg devient ensuite le navire amiral du Standing NATO Maritime Group 2 et, le 8 juin 2015, appareille de Wilhelmshaven pour un déploiement en Méditerranée. La frégate participe à l'exercice OTAN « Trident Juncture » et à l'opération Active Endeavour, de retour à Wilhelmshaven le 20 décembre 2015.
Le 4 août 2020, le Hamburg embarque pour un déploiement de 5 mois dans le cadre de l'opération Irini, l'opération de l'UE visant à faire respecter l'embargo sur les armes des Nations Unies contre la Libye. En novembre 2020, la frégate arrête le navire turc Roseline A à environ 200 kilomètres au nord de Benghazi. Peu de temps après le début de l’inspection du cargo, celle-ci est annulée en raison des protestations de la Turquie.
Dans le cadre de la Kiel Week Open Ship à la base navale de Kiel-Wik, la frégate est invitée à Kiel en septembre 2021.